# Laimonas Talat-Kelpša
Laimonas Talat-Kelpša (ur. 4 listopada 1977 w Wilnie) – litewski dyplomata i urzędnik państwowy, doradca premiera Litwy w latach 2011–2012, ambasador Litwy w Indiach od 2013 do 2018 oraz w Czechach od 2020.

## Życiorys
W 1998 ukończył studia licencjackie, a w 2000 studia magisterskie w Instytucie Stosunków Międzynarodowych i Nauk Politycznych Uniwersytetu Wileńskiego. W latach 1995–1998 studiował również na Wydziale Nauk Politycznych Uniwersytetu w Oslo.
Od 1998 pracował w Kancelarii Prezydenta Litwy jako asystent doradcy prezydenta ds. bezpieczeństwa narodowego i polityki zagranicznej (do 2001) i referent prezydenta ds. polityki zagranicznej (do 2003). W 2003 rozpoczął pracę w Ministerstwie Spraw Zagranicznych. Kierował wydziałem analiz politycznych i planowania, w 2004 podniesionym do rangi Departamentu Ministerstwa. Od 2006 do 2009 pełnił funkcję sekretarza Ministerstwa. W latach 2009–2011 był ministrem pełnomocnym w Ambasadzie Litwy w Gruzji. Po powrocie do kraju został doradcą premiera Andriusa Kubiliusa.
9 maja 2013 rozpoczął urzędowanie jako ambasador Litwy w Indiach. Kadencję zakończył w 2018. Od 2020 Ambasador w Czechach.